# 605
605 (DCV na numeração romana) foi um ano comum do século VII, do Calendário Juliano, da Era de Cristo, teve início e fim em uma Sexta-feira, com a letra dominical C.
| ano completo                       |
| ---------------------------------- |
| Ano comum com início à sexta-feira |